# Ліпка (Каліський повіт)
Ліпка (пол. Lipka) — село в Польщі, у гміні Щитники Каліського повіту Великопольського воєводства.
У 1975-1998 роках село належало до Каліського воєводства.